# Union générale des étudiants burkinabè
L'union générale des étudiants burkinabè (UGEB) est la principale organisation d'étudiants à caractère syndicale du Burkina Faso.

## Historique
L'UGEB a été créé le 27 juillet 1960 à Ouagadougou dans un contexte politique africain particulier. Après le repli tactique du Rassemblement démocratique africain (RDA) en 1950, plusieurs organisations de masse africaines verront le jour aussi bien en Afrique qu'à l'extérieur du continent. Entre autres, la Fédération des étudiants d'Afrique noire en France (FEANF) créé en 1950 en France et l'Union générale des étudiants d'Afrique de l'ouest (UGEAO), créé en 1956 à Dakar, au Sénégal. Ces deux organisations regroupent des associations de différents pays africains dont la Haute-Volta (Burkina Faso). Ainsi, était membre de la FEANF, l'Association des étudiants voltaïques en France (AEVF, actuelle AEBF); et membre de l'UGEAO, l'Association des scolaires voltaïques à Dakar (ASV, actuelle ASB). 
Le premier président de l'AEVF est Joseph Ki-Zerbo. Ce sont ces deux structures (AEVF et ASV) qui vont fédérer le 27 juillet 1960 pour donner naissance à l'UGEV (actuelle UGEB). Depuis son 9e congrès de 1979, l'UGEB se réclame d'une orientation patriotique et révolutionnaire. Deux ans plus tard (1981), elle se rapproche du Parti communiste révolutionnaire voltaïque (PCRV).  

## Actions et répressions
Comme la plupart des organisations d'étudiants africains membres de la FEANF, les militants de l'UGEV étaient très politisés. Aussi, du fait de la proclamation de son orientation politique en 1979 et de son rapprochement avec le PCRV, l'organisation sera la risée des différents pouvoirs politiques qui vont se succéder à la tête du Burkina Faso. Ainsi, le 2e congrès de l'UGEV d'août Le 3 janvier 1966, elle participe à la lutte pour le renversement du régime de Maurice Yaméogo. Les 17 et 18 novembre 1975, elle participe aux grandes grèves à l'appel du mouvement syndical du pays contre l'instauration du parti unique, le Mouvement national pour le renouveau (MNR). A l'avènement du Conseil national de la révolution (CNR) en 1983, elle fonde avec une dizaine d'organisations syndicales, le Front syndical. En 1990, des mouvements dirigés par l'ANEB (à l'époque seule section nationale de l'UGEB à Ouagadougou), conduisent à l'arrestation de dizaines d'étudiants et à l'assassinat d'un militant du nom de Dabo Boukary (alors étudiant en 7e année de médecine) le 19 mai 1990. Pour lui rendre hommage, il est commémoré chaque 19 mai la Journée de l'étudiant burkinabè dans toutes les sections. Par ailleurs, le terrain de sport de l'université de Ouagadougou a été baptisé de fait en son nom.
L'UGEB a participé aux travaux de rédaction de l'avant-projet de la constitution en 1991, en vue de sortir le pays de l'état d'exception à la suite du coup d'État qui a conduit à l'assassinat de Thomas Sankara. En 1998, l'UGEB crée avec d'autres organisations de la société civile (MBDHP, CGT-B, etc) et de partis politiques, le Collectif des organisations démocratiques de masse et de partis politiques (CODMPP). Cette organisation a vu le jour les lendemains de l'assassinat du célèbre journaliste Norbert Zongo. Le 12 mars 2008, elle fait partie des organisations qui créent la Coalition nationale de lutte contre la vie chère, la fraude, la corruption, l'impunité et pour les libertés (CCVC).       

## Organigramme et fonctionnement
L'UGEB compte huit sections. Six sections dans les six universités et centres universitaires polytechniques publiques du pays (Ouagadougou, Bobo-Dioulasso, Koudougou, Ouahigouya, Fada N'Gourma et Dédougou), et deux sections à l'international (Sénégal et France). Ses sections nationales sont appelés Association nationale des étudiants burkinabè (ANEB). L'UGEB est dirigé par un comité exécutif de 7 membres, désignés lors du congrès. Ses sections sont aussi dirigés par des comités exécutifs. Le congrès est l'instance suprême de l'organisation et se tient chaque deux ans. Dans l'intervalle de deux congrès, se tient le conseil syndical. En août 2017, s'est tenu le 28e Congrès de l'UGEB à Ouagadougou.  

## Congrès
| Congrès | Dates     | Lieu        | Président         |
| ------- | --------- | ----------- | ----------------- |
| 18e     | Août 1997 | Ouagadougou | André Tibiri      |
| 19e     | Août 1999 | Ouagadougou | André Tibiri      |
| 20e     | Août 2001 | Ouagadougou | Souleymane Kologo |
| 21e     | Août 2003 | Ouagadougou | Bertrand Meda     |
| 22e     | Août 2005 | Ouagadougou | Ernest Traoré     |
| 23e     | Août 2007 | Ouagadougou | Adama Baguiya     |
| 24e     | Août 2009 | Ouagadougou | Moumouni Derra    |
| 25e     | Août 2011 | Ouagadougou | Mahamadou Fayama  |
| 26e     | Août 2013 | Ouagadougou | Patrice Zoehinga  |
| 27e     | Août 2015 | Ouagadougou | Patrice Zoehinga  |
| 28e     | Août 2017 | Ouagadougou | Ismaël Traoré     |